# La récréation de juillet
La récréation de juillet (franz. für „Juli-Pause“, internationaler englischsprachiger Titel Eternal Playground) ist eine Tragikomödie von Pablo Cotten und Joseph Rozé. Der Film mit Andranic Manet, Alassane Diong, Carla Audebaud, Alba Gaïa Bellugi, Nina Zem und Arcadi Radeff in den Hauptrollen feierte im Juni 2024 beim Tribeca Film Festival seine Premiere. Der Kinostart in Frankreich erfolgte im Juli 2024.

## Handlung
Mitte Juli in Frankreich. Am letzten Schultag denken die meisten Lehrer an einer Pariser Schule schon an ihren Urlaub. Der neue Musiklehrer Gaspard hat jedoch etwas anderes im Sinn. Er plant heimlich eine Wochenendübernachtung in der Schule, gemeinsam mit seinen fünf besten, früheren Freunden aus seiner Kindheit. So kommen seine alten Klassenkameradinnen Esther, Lou und Alma und die ehemaligen Klassenkameraden Anthony und Adel seit langer Zeit wiedereinmal zusammen.
Am 14. Juli, dem Jahrestag des Sturms auf die Bastille, ist auch der 25. Geburtstag von Gaspard und seiner Zwillingsschwester Louise, die kurz zuvor bei einem Unfall in Buenos Aires ums Leben gekommen ist. Er erfüllt mit dem Zusammenkommen Louises letzten Wunsch, ihre fünf ehemaligen besten Freunde in ihrer alten Schule zu versammeln.

## Produktion

### Filmstab, Besetzung und Dreharbeiten

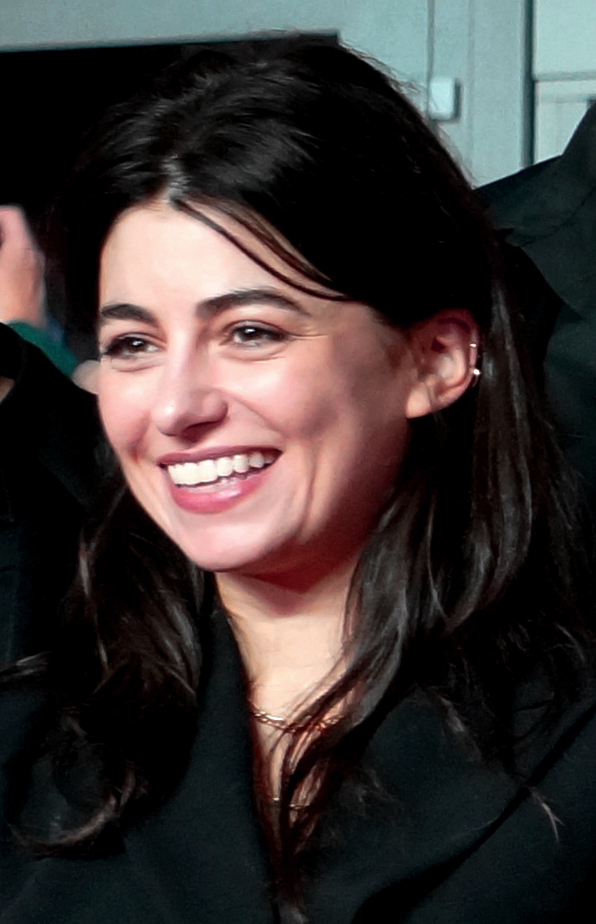
Alba Gaïa Bellugi spielt Lou

Regie führten Pablo Cotten und Joseph Rozé, die auch das Drehbuch schrieben. Für beide handelt es sich um das Regiedebüt bei einem Spielfilm.
Andranic Manet, bekannt aus Filmen wie Mes provinciales von 2018 und Les Rascals und La montagne von 2022,  spielt den Musiklehrer Gaspard. Carla Audebaud, Alba-Gaïa Bellugi und Nina Zem spielen seine alten Klassenkameradinnen Esther Lou und Alma, Arcadi Radeff und Alassane Diong die ehemaligen Klassenkameraden Anthony und Adel. Weiter auf der Besetzungsliste finden sich Noé Abita und Florence Loiret-Caille.
Als Kameramann fungierte Tara-Jay Bangalter, der auch als Schauspieler tätig ist und zuletzt für die Filme Journée blanche, La couleur de nos ombres und Morts à 16 ans tätig war.

### Filmmusik, Marketing und Veröffentlichung
Die Filmmusik steuerte die 2021 gegründete französische Indie-Pop-Band Kids Return bei, bestehend aus Clément Savoye und Adrien Rozé. Am 5. Juni 2024 veröffentlichte Kids Run sechs Stücke der Filmmusik bei YouTube. Wenige Tage später wurde das Soundtrack-Album im Extended Play von Hamburger Records als Download veröffentlicht.
Die Weltpremiere des Films fand am 6. Juni 2024 beim Tribeca Film Festival statt. Wenige Tage zuvor wurde der erste Trailer vorgestellt. Am 10. Juli 2024 kam der Film in die französischen Kinos. Im November 2024 wurde er beim Braunschweig International Film Festival vorgestellt.

## Auszeichnungen
Braunschweig International Film Festival 2024
- Nominierung im Hauptwettbewerb
- Auszeichnung mit dem Deutsch-französischen Jugendpreis KINEMA[9][10]

Tribeca Film Festival 2024
- Nominierung im International Narrative Competition